# Фернанда Торрес
Фернанда Піньєйро Монтейро Торрес (порт. Fernanda Pinheiro Monteiro Torres; нар. 15 вересня 1965, Ріо-де-Жанейро) — бразильська акторка театру та кіно, письменниця.
Почала акторську кар'єру у 13-річному віці. Серед найзнаніших кіноробіт і телесеріалів: «Говори мені про кохання» (1986), «Війна одинака» (1991), «Чужа земля» (1995), «Чотири дні у вересні» (1997), «Перший день» (1998), «Нормальні» (2001—2003), «Пісочний будинок» (2005), «Під тиском» (2018), «Я все ще тут» (2024).
Написала два романи, перший із яких, чорна комедія «Кінець» (2013), став бестселером і був екранізований у форматі мінісеріалу. Лауреатка призу за найкращу жіночу роль Каннського кінофестивалю (фільм «Говори мені про кохання»). За роль громадської активістки у драмі «Я все ще тут» здобула премію «Золотий глобус» та стала другою в історії бразильською акторкою після своєї матері, номінованою на премію «Оскар».

## Життєпис
Народилась 15 вересня 1965 року у Ріо-де-Жанейро. З 13 років грала в місцевому театрі Tablado, перша роль — у п'єсі Марії Клари Мачадо «Аргентинське танго». Наприкінці 1970-х років також зіграла перші ролі на телебаченні.
Першу кінороль виконала у 18-річному віці у фільмі Вальтера Ліми-молодшого «Невинність». За головну роль у фільмі Андре Клотцеля «Прокляте м'ясо» (1985) нагороджена призом кінофестивалю у Грамаду. Через рік здобула приз за найкращу жіночу роль Каннського кінофестивалю за головну роль у драмі Арнальдо Жабора «Говори мені про кохання».
У 1991 році була партнеркою Ентоні Гопкінса у телефільмі «Війна одинака». Через чотири роки вперше працювала з режисером Вальтером Саллесом у бойовику «Чужа земля». У 1998 році зіграла головну роль у його драмі «Перший день».
Регулярно з'являється у бразильських теленовелах. Ситком «Нормальні» (2001—2003) з Торрес у головній ролі став культовим серед глядачів. На хвилі його успіху були зняті два повнометражні фільми, у яких Торрес також зіграла головні ролі.

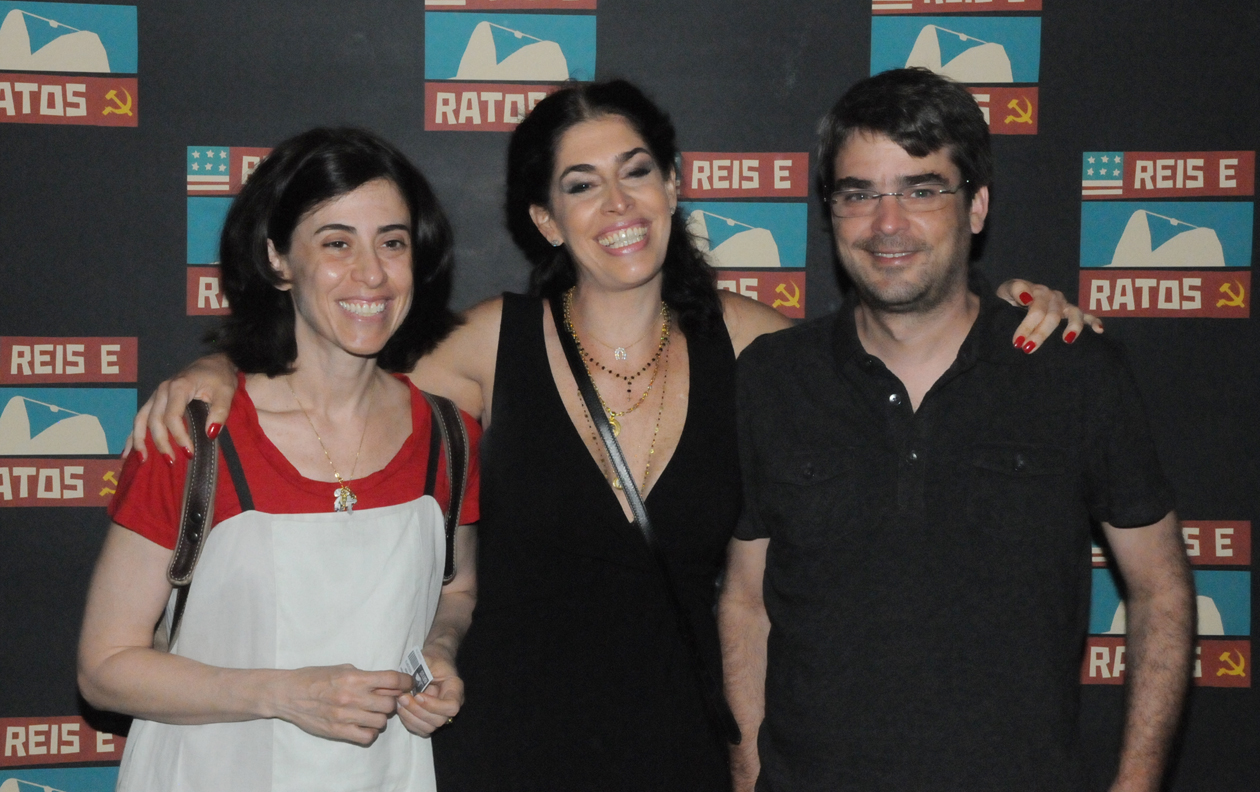
На прем'єрі фільму «Королі та пацюки», лютий 2012 року; Фернанда Торрес — ліворуч

Виконувала ролі різного масштабу у понад 10 театральних п'єсах. Моновиставу за її участі «Будинок блаженних Будд» за однойменним романом Жуана Убалду Рібейру, вперше поставлену у 2004 році, подивились понад 2 мільйони глядачів.
У 2013 році дебютувала як письменниця, створивши бестселер у жанрі чорної комедії «Кінець», перекладений 7 мовами. 10 років потому Торрес написала телеадаптацію власного роману у вигляді мінісеріалу для стрімінгової платформи Globoplay. У 2017 році вийшов другий сатиричний роман у її авторстві — «Слава та літанія жахів».
У 2024 році возз'єдналась із Вальтером Саллесом, виконавши головну роль громадської активістки в часи військової диктатури в Бразилії в драмі «Я все ще тут». За неї Фернанда Торрес здобула премію «Золотий глобус» та стала другою в історії бразильською акторкою після своєї матері, номінованою на премію «Оскар». Фільм мав надзвичайний успіх у Бразилії, побивши декілька рекордів касових зборів, зокрема заробивши в шість разів більшу суму, ніж найкасовіший бразильський фільм минулого року. Після його прем'єри Торрес стала вірусною сенсацією бразильського Інтернету, зокрема TikTok, на її честь назвали вуличний «блок» Бразильського карнавалу.

### Родина
- Батько — актор Фернандо Торрес (1927—2008).
- Мати — акторка Фернанда Монтенегру (нар. 1927), призерка Берлінського кінофестивалю, номінантка на премію «Оскар».
- Брат — кінорежисер Клаудіо Торрес (нар. 1962).
- Перший чоловік (1982—1985) — журналіст, телеведучий, телепродюсер Педро Біал (нар. 1958).
- Другий чоловік — театральний режисер Жеральд Томас (нар. 1954).
- Третій чоловік (з 1997) — кінорежисер українсько-англійського походження Андрюша Воддінгтон (нар. 1970). Є двоє дітей: Жоакім (нар. 2000) і Антоніу (нар. 2008). У 2007 році перенесла викидень[8].

## Нагороди
- Приз кінофестивалю у Грамаду за найкращу жіночу роль («Прокляте м'ясо», 1985)
- Приз Каннського кінофестивалю за найкращу жіночу роль («Говори мені про кохання», 1986)
- Приз Індійського міжнародного кінофестивалю за найкращу жіночу роль («Говори мені про кохання», 1987)
- Номінація на Troféu Imprensa за найкращу жіночу роль («Кам'яні джунглі», 1987)
- Номінація на Prêmio Guarani за найкращу жіночу роль («Чужа земля», 1996)
- Номінація на Prêmio Guarani за найкращу жіночу роль («Чотири дні у вересні», 1998)
- Приз Бразильського кінофестивалю за найкращу жіночу роль («Близнюки», 1999)
- Премія Асоціації арт-критиків Сан-Паулу за найкращу жіночу роль («Перший день», 2000)
- Номінація на Prêmio Guarani за найкращу жіночу роль («Перший день», 2000)
- Prêmio Qualidade за найкращу жіночу роль у ситкомі («Нормальні», 2001)
- Номінація на Prêmio Guarani за найкращу жіночу роль («Близнюки», 2001)
- Prêmio Qualidade за найкращу жіночу роль у ситкомі («Нормальні», 2002)
- Prêmio Qualidade за найкращу жіночу роль у комедійному телесеріал («Нормальні», 2003)
- Prêmio Guarani за найкращий оригінальний сценарій («Рятівник», 2005)
- Prêmio Qualidade за найкращу жіночу роль («Пісочний будинок», 2005)
- Номінація на Prêmio Guarani за найкращу жіночу роль («Пісочний будинок», 2006)
- Приз Міжнародного кінофестивалю у Гвадалахарі за найкращу жіночу роль («Пісочний будинок», 2006)
- Номінація на Prêmio Contigo Cinema за найкращу жіночу роль («Пісочний будинок», 2006)
- Номінація на Prêmio Qualidade за найкращу жіночу роль («Базова санітарія», 2007)
- Prêmio Guarani за найкращу жіночу роль («Базова санітарія», 2008)
- Номінація на Prêmio Contigo Cinema за найкращу жіночу роль («Базова санітарія», 2008)
- Номінація на Prêmio Contigo Cinema за найкращу жіночу роль другого плану («Невидима жінка», 2009)
- Номінація на Prêmio Guarani за найкращу жіночу роль другого плану («Невидима жінка», 2010)
- Номінація на Prêmio Contigo Cinema за найкращу жіночу роль («Нормальні 2», 2010)
- Номінація на Prêmio Qualidade за найкращу жіночу роль у телесеріалі («Ляпаси та поцілунки», 2011)
- Номінація на премію Асоціації кінокритиків Лос-Анджелеса за найкращу жіночу роль («Я все ще тут», 2024)
- Премія Асоціації арт-критиків Сан-Паулу за найкращу жіночу роль («Я все ще тут», 2025)
- Премія «Золотий глобус» за найкращу жіночу роль у драмі («Я все ще тут», 2025)
- Премія «Супутник» за найкращу жіночу роль у драмі («Я все ще тут», 2025)
- Номінація на премію «Оскар» за найкращу жіночу роль («Я все ще тут», 2025)